# Trattato di Berwick (1357)
Il trattato di Berwick, firmato a Berwick-upon-Tweed, in Inghilterra, nel 1357, pose ufficialmente fine alla seconda guerra d'indipendenza scozzese. In questa seconda fase delle guerre d'indipendenza scozzesi, iniziate nel 1333, il re Edoardo III d'Inghilterra tentò di installare Edoardo Balliol sul trono scozzese, al posto del re Davide II, figlio di Robert the Bruce.
Secondo i termini del trattato, Davide II fu rilasciato dagli inglesi, che lo avevano catturato nella Battaglia di Durham nel 1346. L'Inghilterra chiese un riscatto di 100.000 merk, o £ 67.000 sterline per il suo rilascio, pagabile in rate annuali per un periodo di dieci anni, ma vennero effettuati solo i primi due pagamenti. La prima rata del riscatto venne pagata puntualmente, la seconda in ritardo, dopodiché non si poté più pagare. Furono aumentate le tasse per pagare il riscatto e Davide iniziò a sottrarre denaro al proprio fondo di riscatto, provocando un diffuso risentimento, culminato con la protesta del riscatto del 1363.
David II accettò anche di nominare Edoardo III d'Inghilterra come suo successore, ma la nomina venne respinta dal Parlamento scozzese. La questione della successione fu risolta quando Roberto II salì al trono alla morte di David, nel 1371.